# Anthaxia fouqueti
Anthaxia fouqueti es una especie de escarabajo del género Anthaxia, familia Buprestidae. Fue descrita científicamente por Bourgoin en 1923.